# Pałac w Mrozowie
Pałac w Mrozowie – zabytkowy pałac  w Mrozowie, wsi sołeckiej w Polsce, w województwie dolnośląskim, w powiecie średzkim, w gminie Miękinia.

## Opis
Piętrowy pałac wybudowany w XVIII w. i przebudowany w 1860 r. w stylu  neogotyku angielskiego, wybudowany na planie prostokąta (korpus), kryty płaskim dachem. Do głównego wejścia znajdującego się na wysokim parterze prowadzą schody. Wejście w pseudoryzalicie, pomiędzy dwoma pilastrami, które przy dachu przechodzą w ośmioboczne wieżyczki. Centralnie nad oknami pierwszego piętra góruje kartusz z herbem hrabiego Franza Xavera von Ballestrema, właściciela pałacu od 1902. Po prawej stronie potężna czteroboczna, dwupiętrowa wieża alkierzowa wielkością nieproporcjonalna do korpusu z figurą rycerz w niszy od frontu. Ściany i wieża zwieńczone i ozdobione blankami i wieżyczkami. Obiekt jest częścią zespołu pałacowego, w skład którego wchodzą: jeszcze park,  altana na wyspie z końca XIX w.

## Galeria

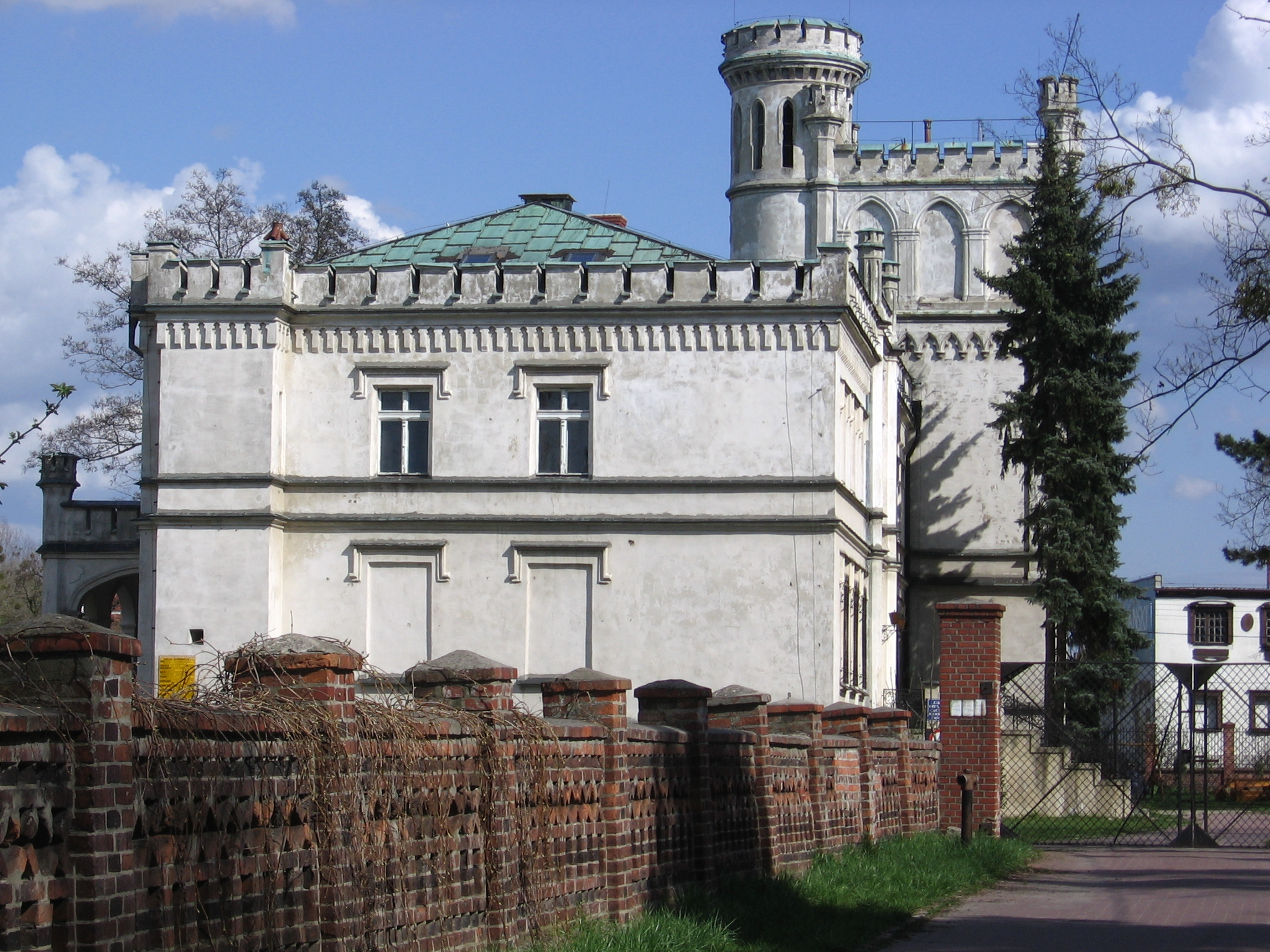
Pałac w Mrozowie
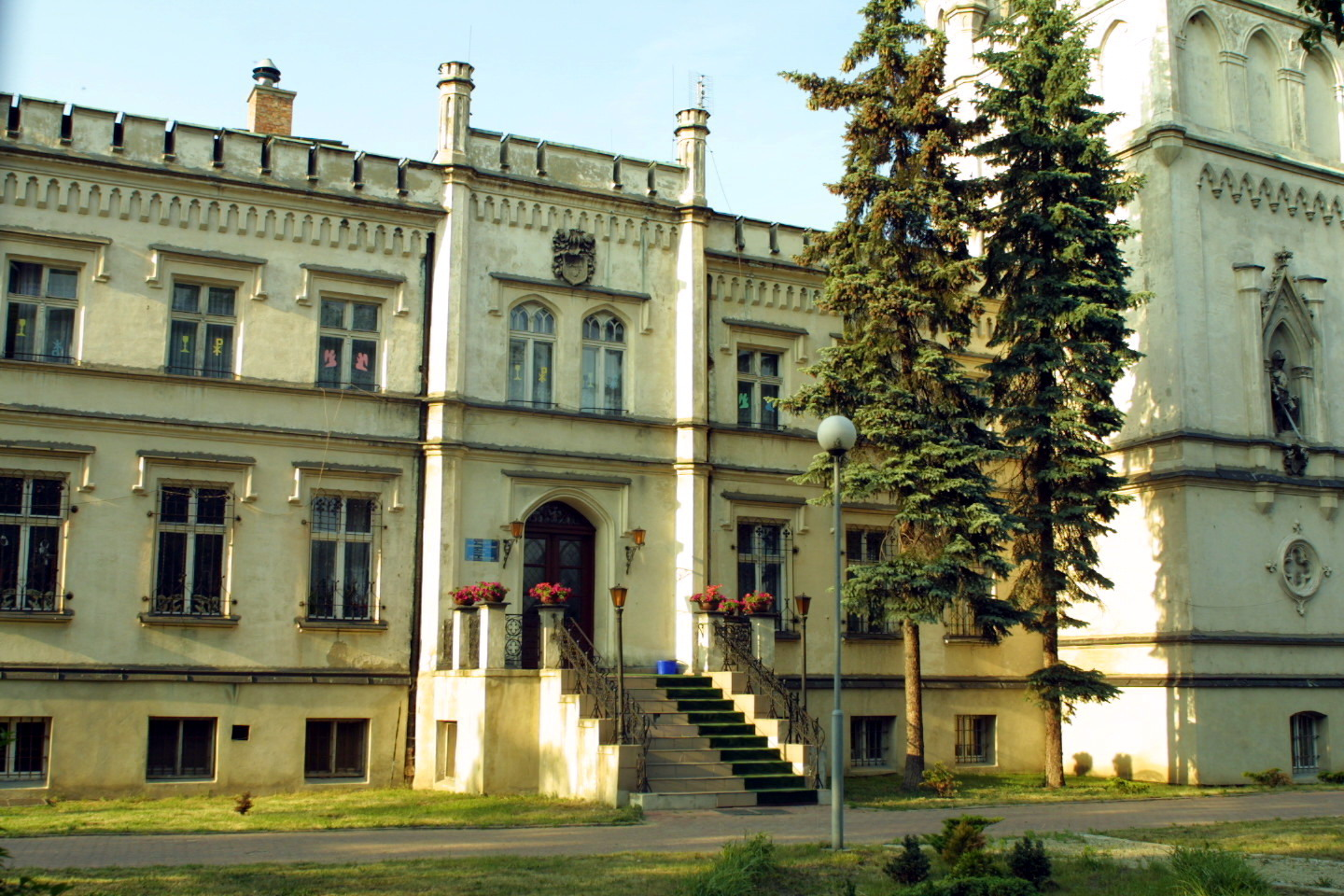
Pałac w Mrozowie
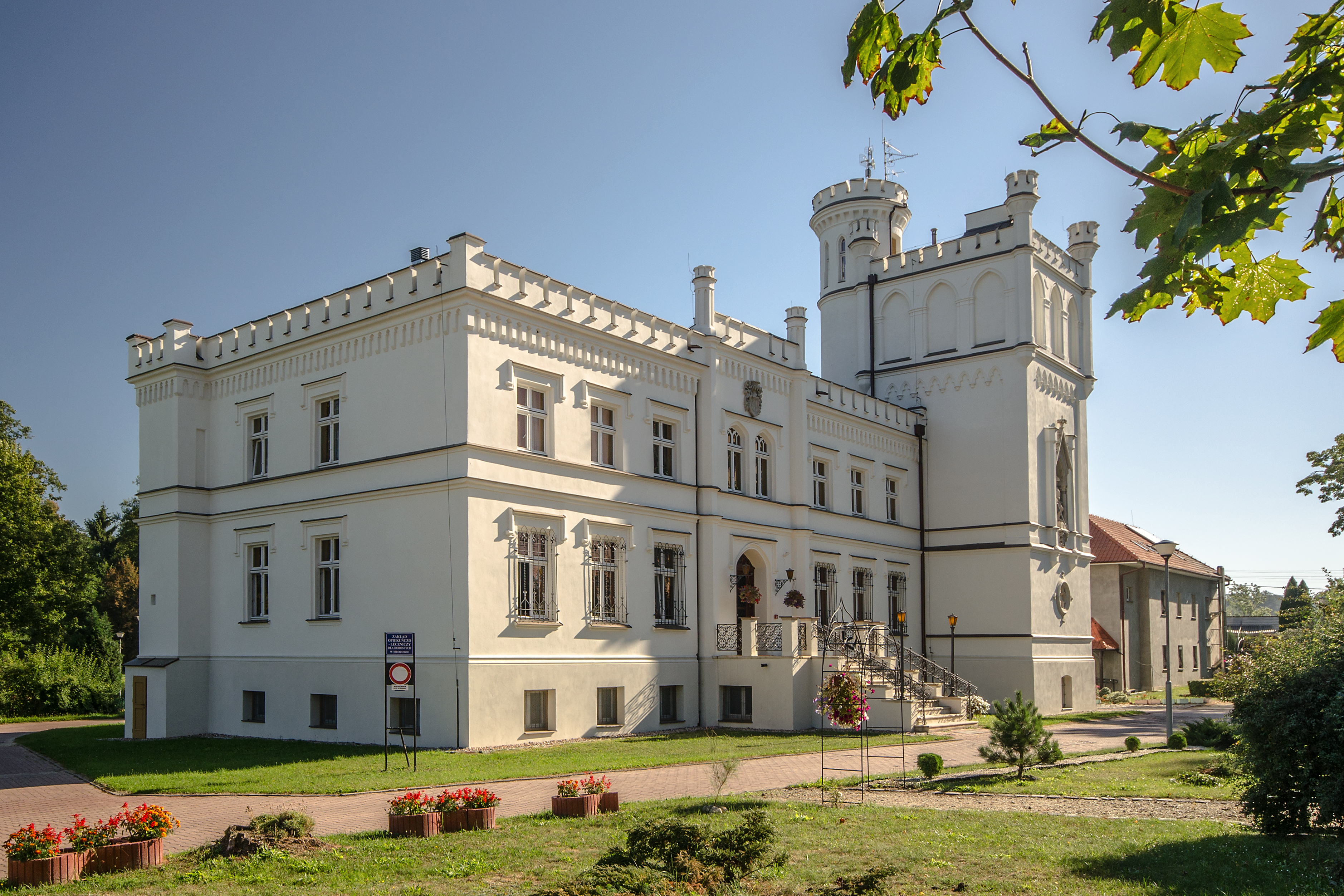
Pałac w Mrozowie
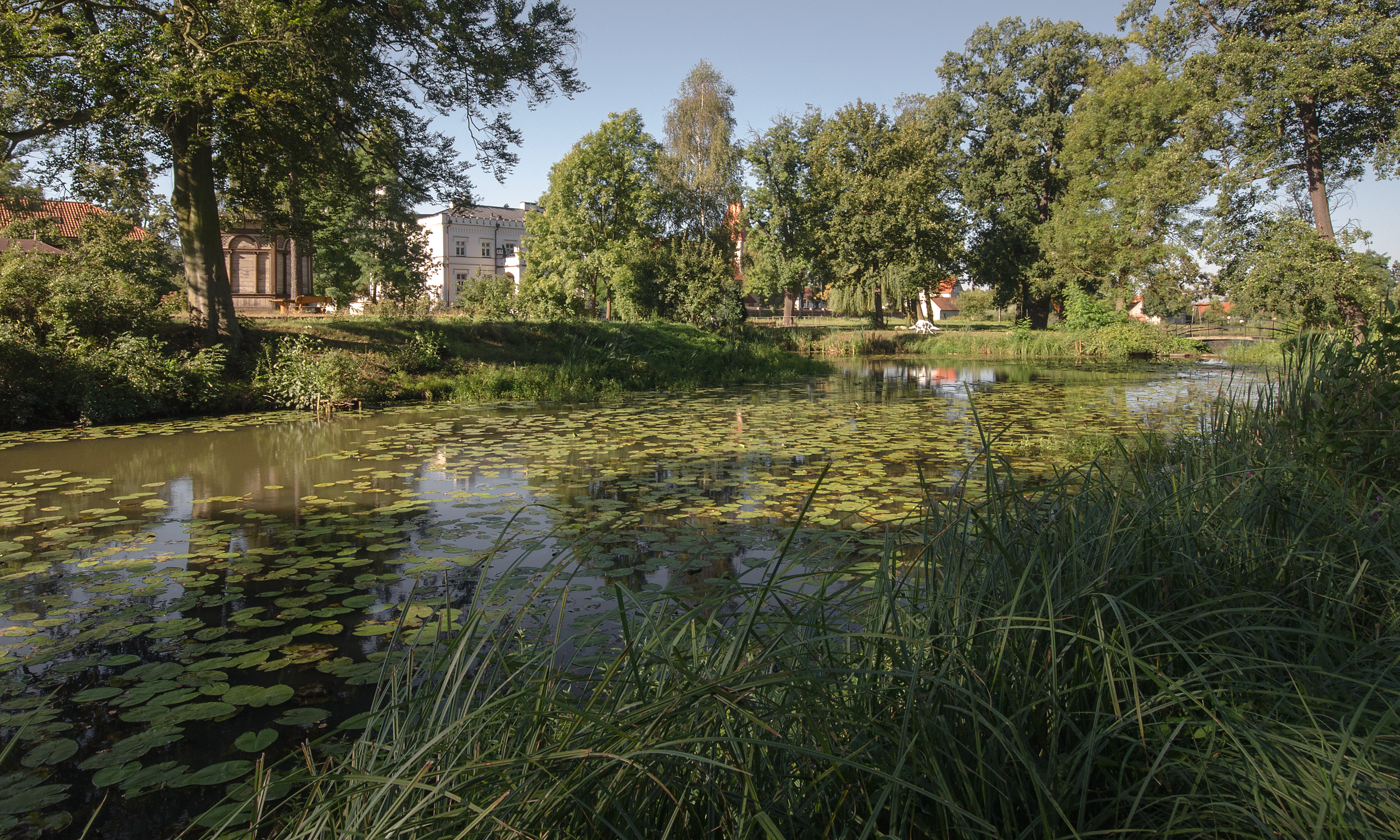
Park przy pałacu
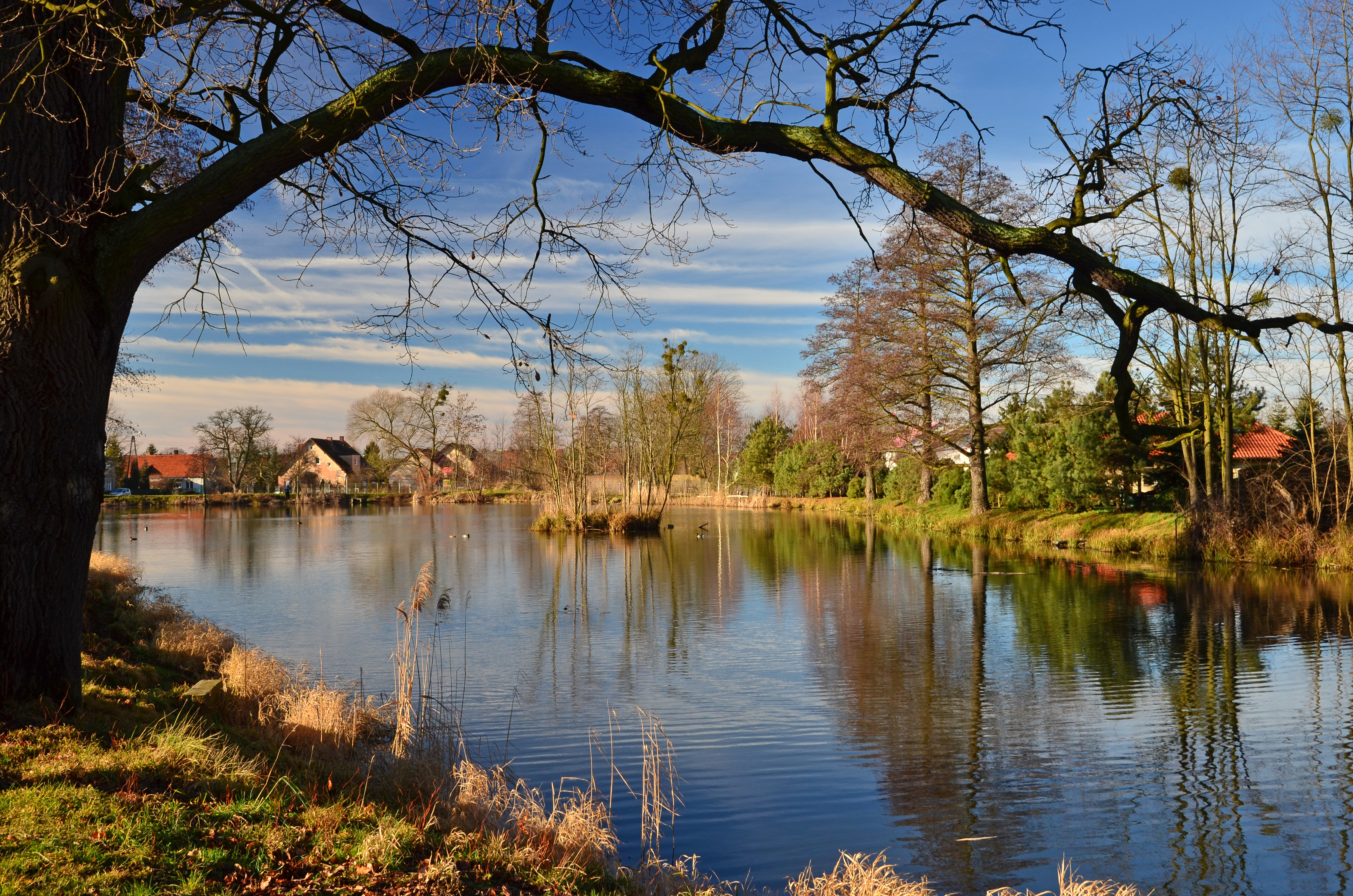
Park przy pałacu
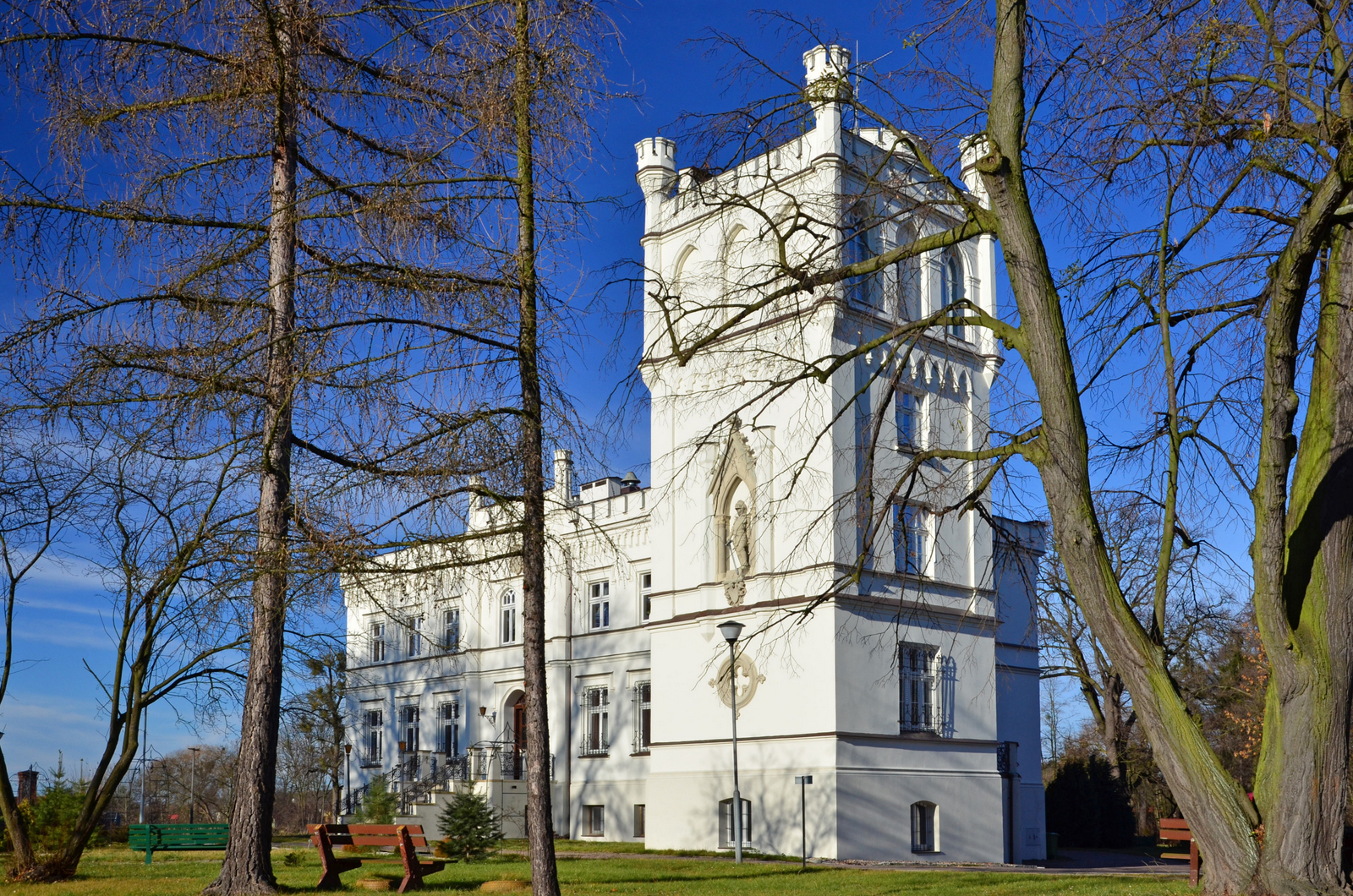
Neogotycki pałac z XIX w.
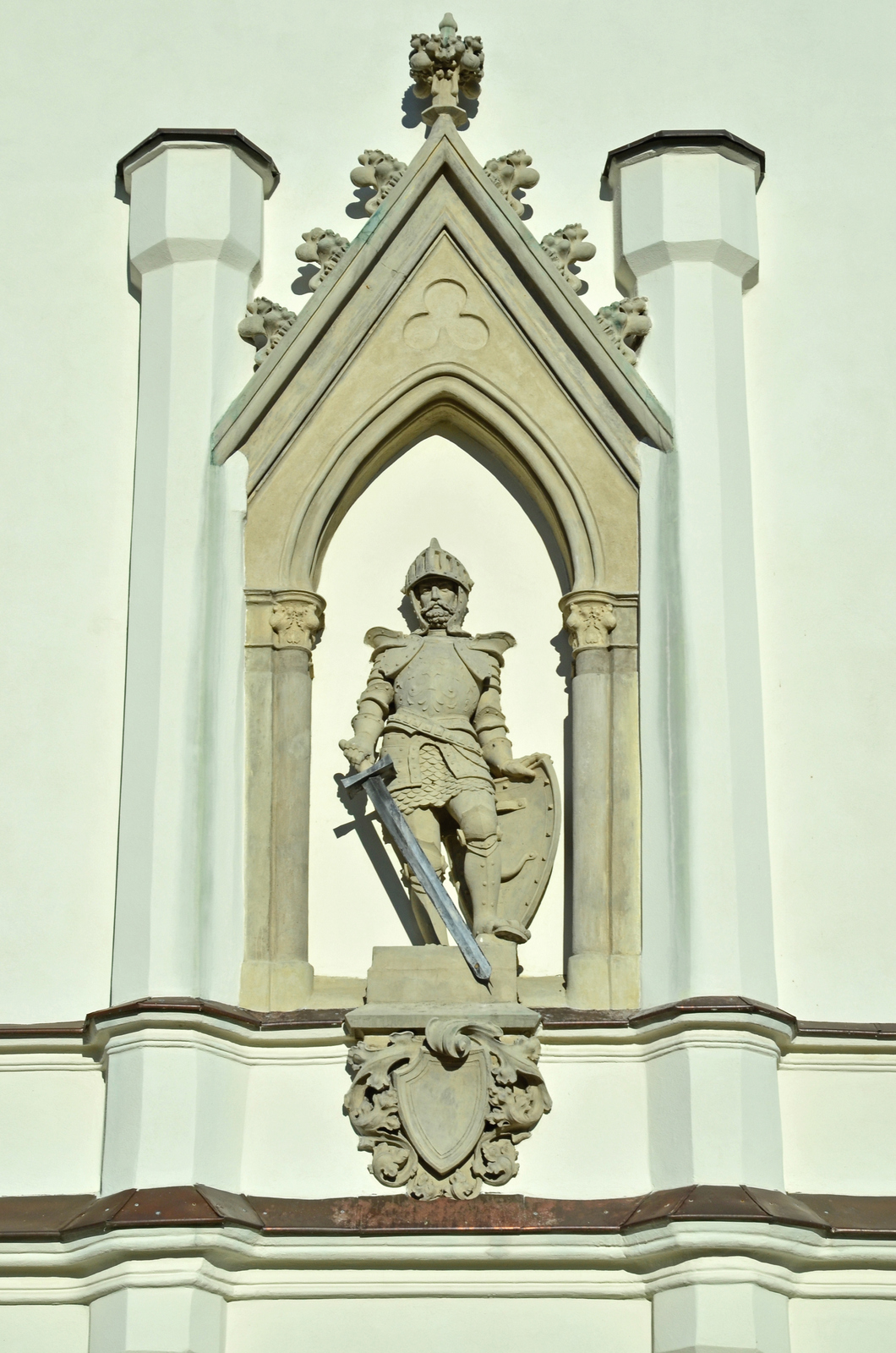
Pałac. Rycerz w niszy
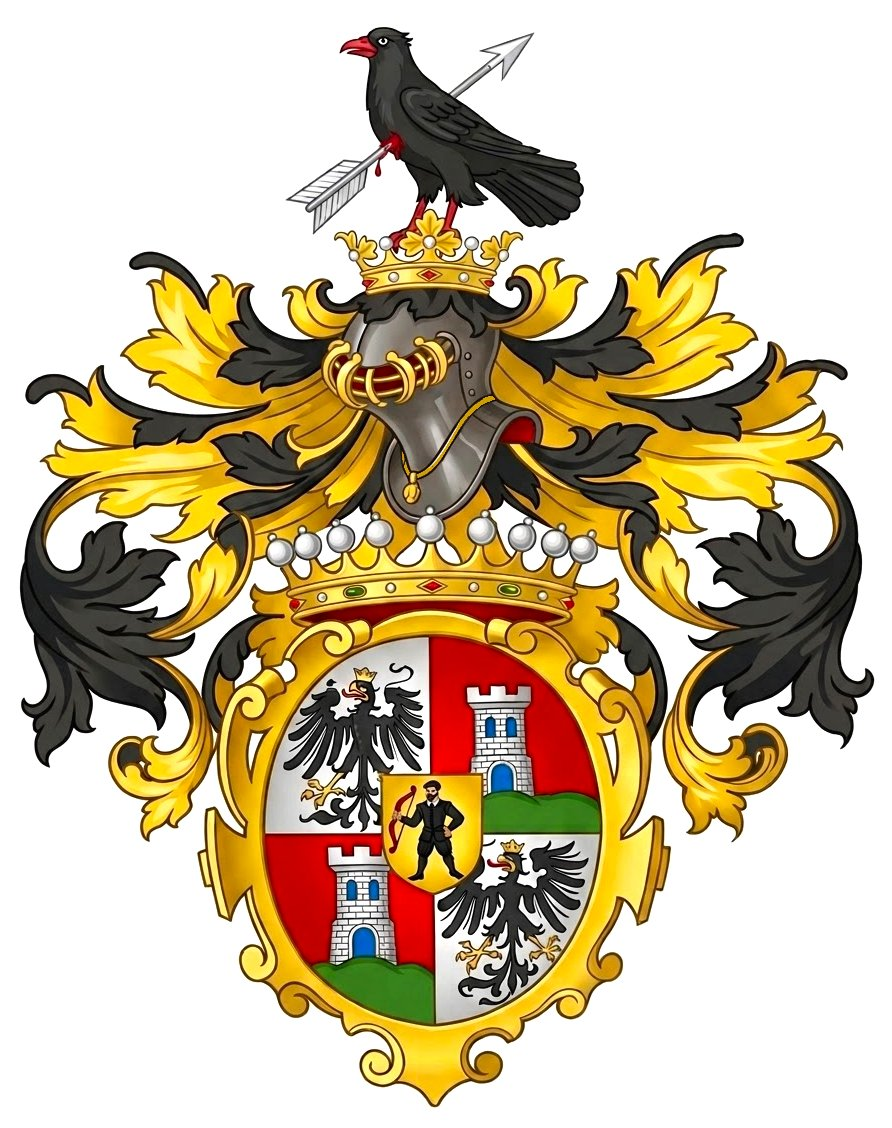
Herb F. Ballestrema, właściciela od 1902